# Judgment Day 2009
Judgment Day 2009 was een pay-per-viewevenement in het professioneel worstelen geproduceerd door World Wrestling Entertainment (WWE). Dit evenement was de elfde en laatste editie van Judgment Day en vond plaats in de Allstate Arena in Rosemont (Illinois) op 17 mei 2009.

## Matchen
| Nr.                                                                          | Match | Winnaar(s)                         |
| ---------------------------------------------------------------------------- | --- | ---------------------------------- |
| -                                                                            | Beth Phoenix (met Rosa Mendes) vs. Mickie James in een een-op-eenmatch                                    | Mickie James                       |
| 1                                                                            | Umaga vs. CM Punk in een een-op-eenmatch                                                                  | Umaga                              |
| 2                                                                            | Christian (c) vs. Jack Swagger in een een-op-eenmatch voor het ECW Championship                           | Christian (c)                      |
| 3                                                                            | Shelton Benjamin (met Charlie Haas) vs. John Morrison in een een-op-eenmatch                              | John Morrison                      |
| 4                                                                            | Rey Mysterio (c) defeated Chris Jericho in een een-op-eenmatch voor het WWE Intercontinental Championship | Rey Mysterio (c)                   |
| 5                                                                            | Randy Orton (c) vs. Batista in een een-op-eenmatch voor het WWE Championship                              | Batista; diskwalificatie Orton (c) |
| 6                                                                            | John Cena vs. The Big Show in een een-op-eenmatch                                                         | John Cena                          |
| 7                                                                            | Edge (c) vs. Jeff Hardy in een een-op-eenmatch voor het World Heavyweight Championship                    | Edge (c)                           |
| (c) huidige kampioen voor en na de match \| (nc) nieuwe kampioen na de match | |                                    |